# Portret muzyka
Portret muzyka (również Muzyk, Portret młodego mężczyzny) – obraz olejny namalowany przez Leonarda da Vinci. Znajduje się w zbiorach Pinakoteki Ambrozjańskiej w Mediolanie.
Wymiary obrazu wynoszą 44,7 × 32 cm. Obraz namalowano na desce z orzecha włoskiego. W źródłach pojawiają się rozbieżności co do daty powstania obrazu. Podaje się, że obraz namalowano ok. 1485 roku lub między 1488 a 1490 rokiem.
Jest to jedyny znany portret mężczyzny, namalowany przez Leonarda. Obraz przedstawia przystojnego mężczyznę. Jego długie włosy są kędzierzawe. Został ukazany z profilu w ujęciu trzy czwarte. Ma na sobie brązową kamizelkę. W prawej ręce trzyma nuty. Patrzy się w prawo poza obraz. Jego tułów jest zwrócony w tę samą stronę co wzrok. Wrażenie ruchu wywołują źrenice, rozszerzone w różnym stopniu. Obraz uchodzi za niedokończone dzieło, na co wskazujące m.in. pobieżnie namalowana kamizelka. Biografista Leonarda Charles Nicholl sugeruje jednak, że została celowo została namalowana pobieżnie, gdyż malarz wolał skupić się na twarzy muzyka.
Ze względu na mało subtelnie cienie oraz sztywną pozę muzyka autorstwo Leonarda podawane jest w wątpliwość. Amerykański biografista Leonarda Walter Isaacson uważa, że obraz namalował Leonardo, na co wskazują okalające twarz loki, wilgotny blask oczu, wyraziste spojrzenie muzyka oraz gra światła i cienia. Korpus miał namalować jeden z uczniów Leonarda. Przypuszcza się, że dłoń trzymającą kartkę namalował Giovanni Antonio Boltraffio.
Portret muzyka jest porównywany z obrazami Dama z gronostajem i La Belle Ferronière. W porównaniu do tamtych portretów, w Portrecie muzyka postać na obrazie ma tułów skierowany w tę samą stronę co wzrok.
Nieznana jest tożsamość modela oraz nie wiadomo, czy obraz powstał na zamówienie. Prawdopodobnie Leonardo namalował Franchina Gaffuriego, dyrygenta chóru w katedrze mediolańskiej na przełomie XV i XVI wieku. Gaffurio został uwieczniony jeszcze w malowidle w Lodi (skąd pochodzi) oraz w drzeworycie na stronie tytułowej De harmonia. Oba te wizerunki różnią się od mężczyzny uwiecznionego na obrazie Leonarda. Portret może przedstawiać również śpiewaka Atalanta Migliorottiego, ucznia Gaffuriego. Być może Leonardo poznał Atalantego podczas przygotowywania spektaklu Orfeusz dla Izabeli d’Este. Atalante został uwieczniony na rysunku Leonarda pochodzącego z około 1482 roku. Rysunek mógł być studium do portretu. Według innej hipotezy na portrecie został uwieczniony Josquin des Praz (Josquin de Près).
Obraz został wymieniony w katalogu z 1686 roku. Wówczas jest wymieniony jako dzieło Bernardina Luiniego i jest opisany jako portret księcia Mediolanu. W 1905 roku portret został oczyszczony. Dzięki renowacji odsłonięto nuty w prawej ręce modela.